# Sīser
Sīser (persiska: سِه سير, سیسر, Seh Sīr, سيسِر, سی سَر) är en ort i Iran.   Den ligger i provinsen Västazarbaijan, i den nordvästra delen av landet, 500 km väster om huvudstaden Teheran. Sīser ligger 1 397 meter över havet och antalet invånare är 915.
Terrängen runt Sīser är huvudsakligen kuperad, men norrut är den bergig. Runt Sīser är det ganska tätbefolkat, med 83 invånare per kvadratkilometer. Sīser är det största samhället i trakten. Trakten runt Sīser består till största delen av jordbruksmark.